# 藤井達二

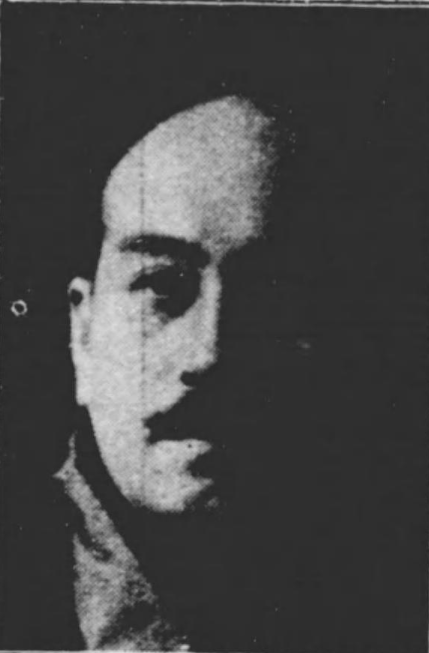
藤井達二

藤井 達二（ふじい たつじ、1891年（明治24年）10月24日 - 1968年（昭和43年）8月9日）は、昭和時代の政治家、実業家。衆議院議員（1期）。

## 経歴
青森県三戸郡八戸町（現八戸市）に生まれる。1910年（明治43年）県水産試験場付属八戸講習所卒業。1936年（昭和11年）2月の第19回衆議院議員総選挙に青森県第1区から立憲政友会所属で出馬し当選。衆議院議員を1期務めた。
戦後、1949年（昭和24年）1月の第24回衆議院議員総選挙に立候補したが辞退し、1956年（昭和31年）7月の第4回参議院議員通常選挙にも全国区から出馬したが落選した。自由民主党県連合顧問、同副会長を歴任した。ほか、財界では身延木材専務取締役、那須土地取締役、大和木材、青森県農林商事各社長、日本海外興業会長などを務めた。

## 親族
- 兄：藤井達也（衆議院議員）[3]